# 拉蒙桑塔納 (聖彼德省)
拉蒙桑塔納（西班牙語：Ramón Santana），是多明尼加共和國的城鎮，位於該國東南部，由聖彼德省負責管轄，面積249.92平方公里，2012年人口16,548，人口密度每平方公里66人。